# آنری فان لربرخه

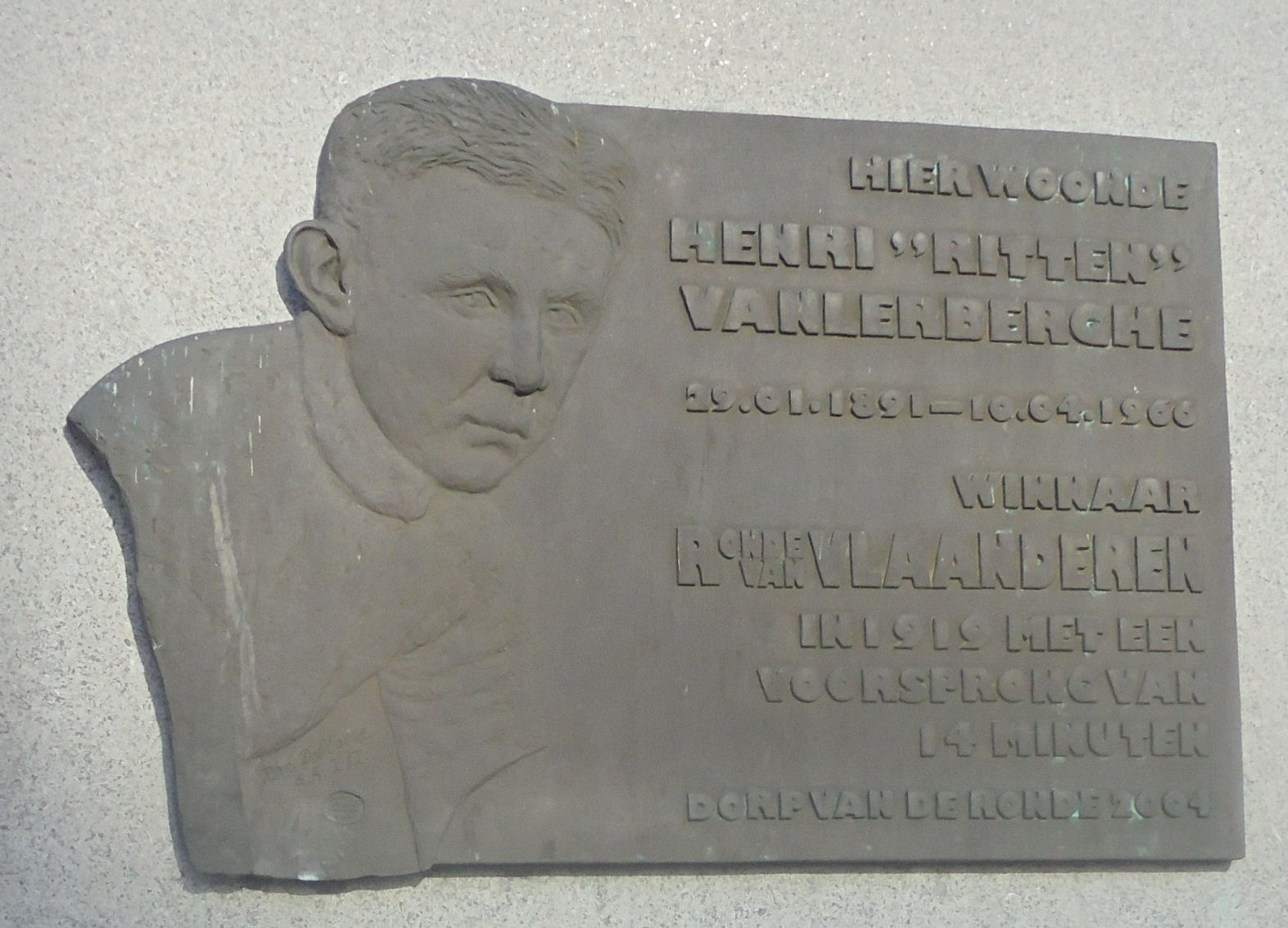
نماد آنری فان لربرخه

آنری فان لربرخه (هلندی: Den Doodrijder Van Lichtervelde; ۲۹ ژانویهٔ ۱۸۹۱ – ۱۰ آوریل ۱۹۶۶) دوچرخه‌سوار اهل بلژیک بود.